# 十二硼化铝
十二硼化铝 (AlB12) 是一种超硬材料，有 17% 的质量是铝。
它是硼化铝里面最硬的，而硼化铝也包括 AlB10， AlB4，AlB2 和 AlB。

## 性质
十二硼化铝有两种晶体结构 α-AlB12 和 γ-AlB12。 两种结构都非常相似，并且由一堆具有B12和B20单元的三维网络框架组成。  β-AlB12 以前被认为是十二硼化铝的一种结构，但现在这种物质已被证实是三元化合物 C2Al3B48。

## 制备
十二硼化铝的 β-形态可以由三氧化二硼与硫和铝反应，然后在混合物里加入碳而成。

## 用处
AlB12 的超硬材料性质使它成为加入氮化硼的物质。氮化硼主要用于切削和磨削，以代替金刚石或刚玉。